# Nidovirales
Nidovirales är en ordning av virus med djur och människor som värddjur. De omfattar familjerna Coronaviridae, Arteriviridae, Roniviridae och Mesoniviridae. Ordningen har fått sitt namn utifrån latinets nidus, som betyder "rede" eller "bo".